# Challenger (Raumfähre)

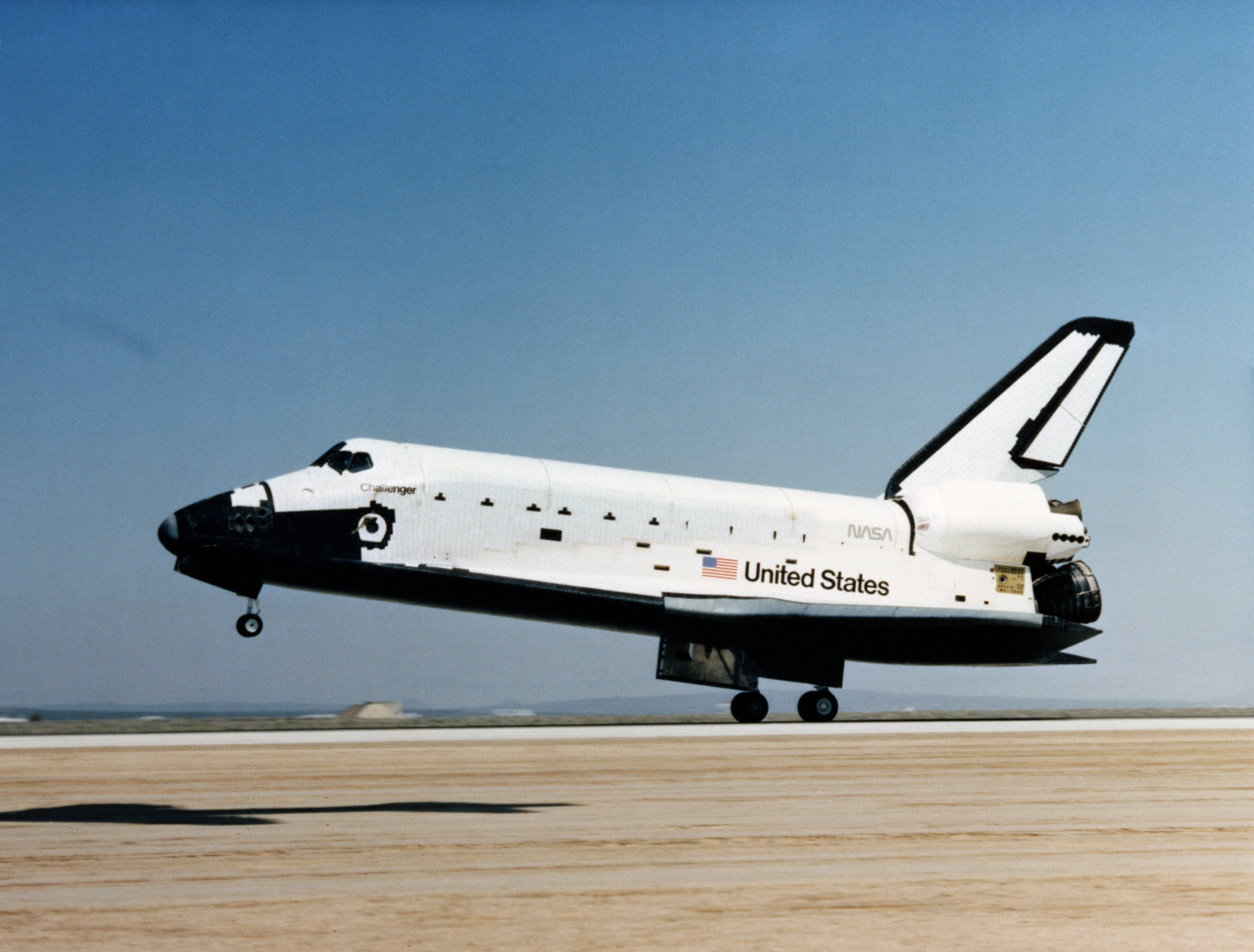
Landung der Raumfähre Challenger bei ihrem Jungfernflug (STS-6) im April 1983

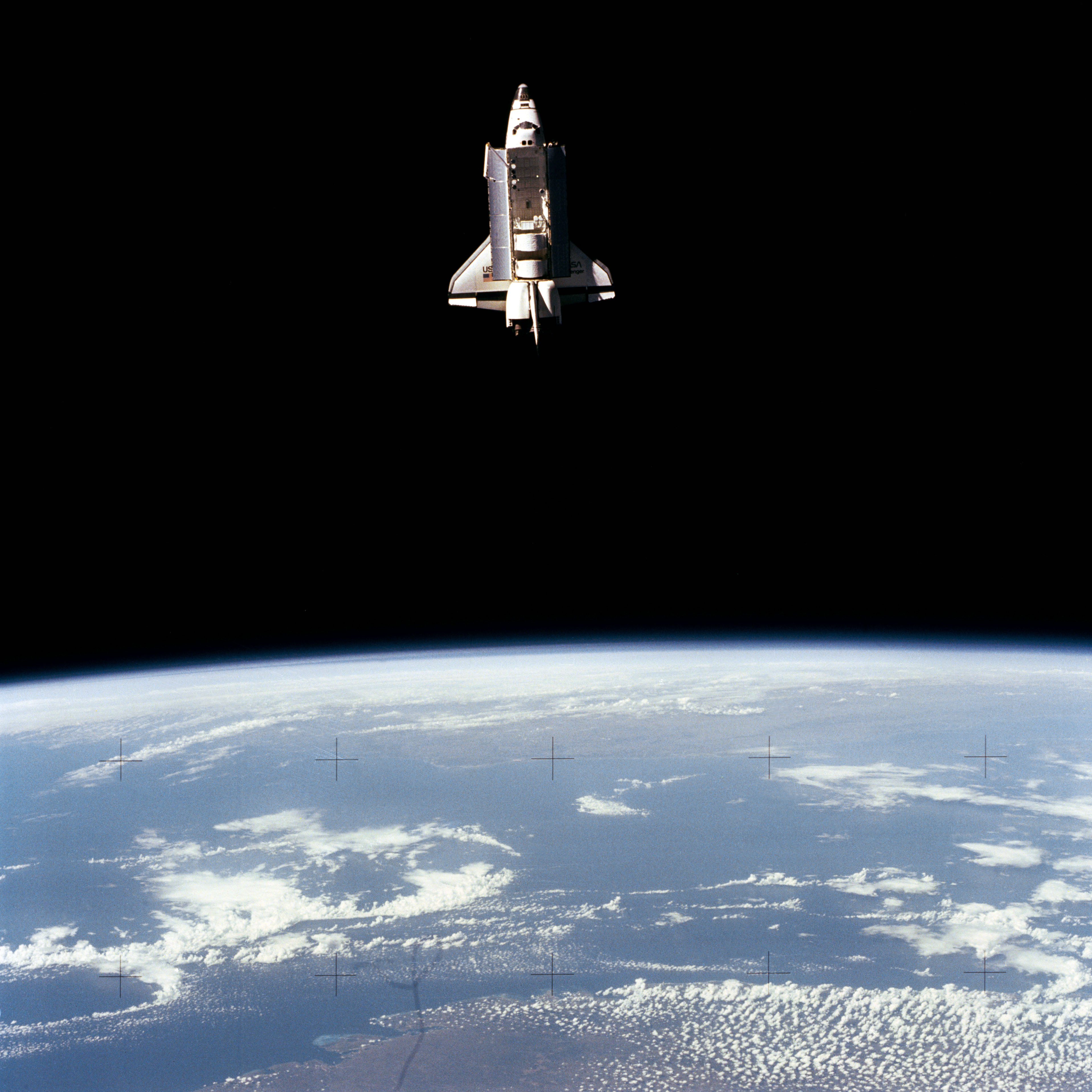
Die Challenger während der Mission STS-7 im Juni 1983

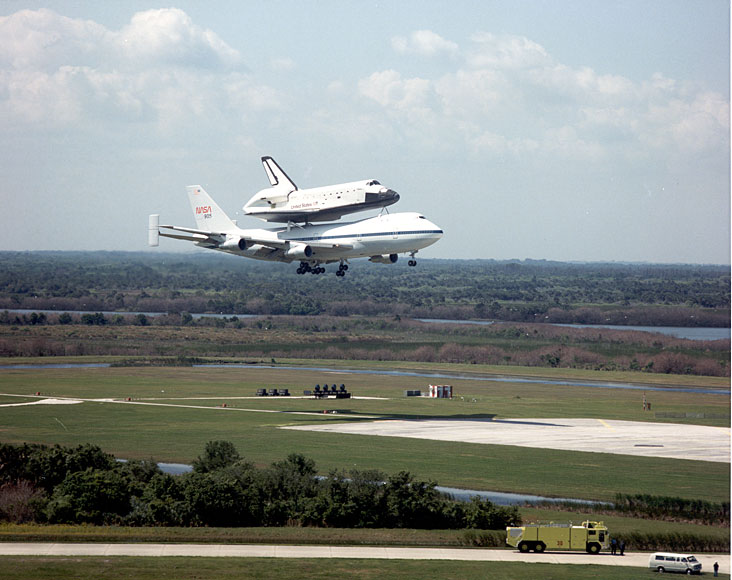
Die Challenger während des Transports durch ein Shuttle Carrier Aircraft (SCA), eine spezielle Boeing 747 (April 1984)

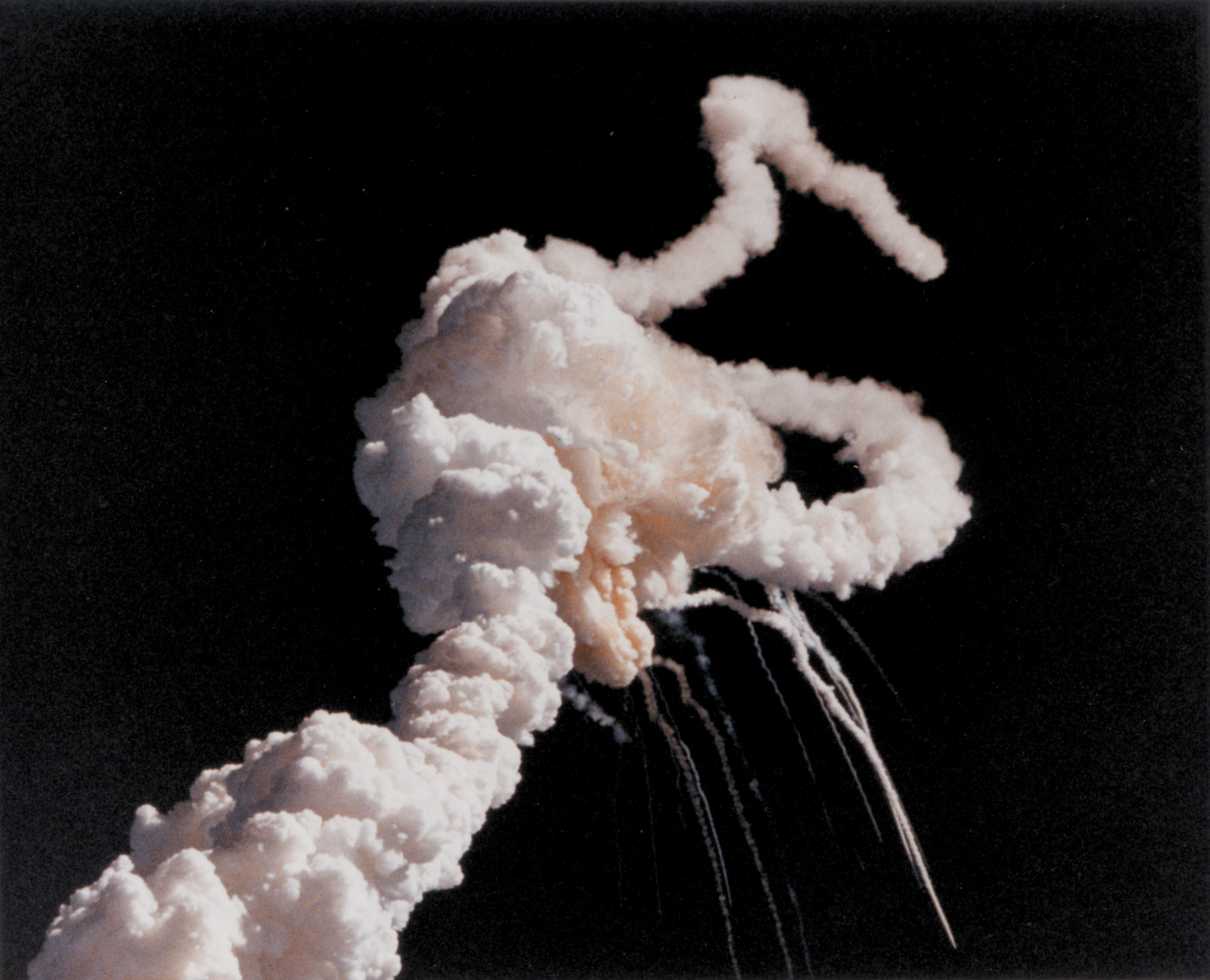
Aufnahme kurz nach der Explosion der Challenger

Das Space Shuttle Challenger (englisch für Herausforderer) war eine Raumfähre der NASA, die zwischen April 1983 und Januar 1986 zehn Raumflüge absolvierte. Ihre interne Bezeichnung lautete OV-099. Ursprünglich als Plattform für Bodentests gebaut, wurde sie später für Einsätze im Weltraum umgerüstet. Bei der Challenger-Katastrophe am 28. Januar 1986 explodierte die Raumfähre kurz nach dem Start, wobei ihre Besatzung ums Leben kam.

## Geschichte
Die Challenger wurde als dritter Space-Shuttle-Orbiter (nach dem Prototyp Enterprise und dem ersten voll einsatzfähigen Space-Shuttle-Orbiter Columbia) in den aktiven Dienst der NASA übernommen. Seinen Namen erhielt das Raumschiff nach dem britischen Forschungsschiff Challenger, das von 1872 bis 1876 die Weltmeere befuhr. Auch die Mondlandefähre von Apollo 17 trug diesen Namen.
Im Februar 1972 erhielt das Luft- und Raumfahrtunternehmen Rockwell International (heute Teil von Boeing) den Auftrag zum Bau von zunächst zwei Space-Shuttle-Orbitern, Enterprise und Challenger, die beide für Bodentests und noch nicht für den Einsatz im All gedacht waren.

### Verwendung für Bodentests
Als Test-Orbiter für das Shuttle-Programm konzipiert, wurde die Challenger nach ihrer Fertigstellung im Mai 1977 zunächst fast ein Jahr lang unter der internen Bezeichnung STA-099 (STA steht für Structural Test Article) für Schwingungstests verwendet.
Ab 1979 wurde die Challenger dann nachträglich anstelle der Enterprise (dem ersten Structural Test Article, mit welchem Abwurf- und Landetests durchgeführt wurden) zu einer vollwertigen und raumflugfähigen Raumfähre ausgebaut. Im Oktober 1982 für den Einsatz im All fertiggestellt, erhielt die Challenger auch die neue interne Bezeichnung OV-099 zugeteilt.

### Einsatz im Flugbetrieb
Der Jungfernflug der Challenger erfolgte im April 1983 (STS-6). Sie unternahm insgesamt neun vollständige Raumflüge (jeweils drei in den Jahren 1983, 1984 und 1985), wobei sie zusammengenommen 69 Tage im Weltraum war und 987 Erdumkreisungen absolvierte.
Am 28. Januar 1986, 73 Sekunden nach dem Start der Mission STS-51-L, explodierte die Raumfähre in etwa 15 Kilometer Höhe (siehe Challenger-Katastrophe). Dabei starben alle sieben Astronauten. Als Grund wurde das Versagen eines oder mehrerer Dichtungsringe in einer der seitlichen Feststoffraketen ermittelt. Es war der bis dahin schwerste Unfall in der Raumfahrtgeschichte der USA.

## Missionen
| Nr. | Start            | Bezeichnung | Emblem            | Besatzung |
| --- | ---------------- | ----------- | ----------------- | --- |
| 1   | 4. April 1983    | STS-6       | Logo von STS-6    | Paul J. Weitz, Karol J. Bobko, Donald H. Peterson, Story Musgrave                                                              |
| 2   | 18. Juni 1983    | STS-7       | Logo von STS-7    | Robert Crippen, Frederick Hauck, John M. Fabian, Sally Ride, Norman Thagard                                                    |
| 3   | 30. August 1983  | STS-8       | Logo von STS-8    | Richard Truly, Daniel Brandenstein, Dale Gardner, Guion Bluford, William E. Thornton                                           |
| 4   | 3. Februar 1984  | STS-41-B    | Logo von STS-41-B | Vance D. Brand, Robert Gibson, Bruce McCandless, Ronald McNair, Robert L. Stewart                                              |
| 5   | 6. April 1984    | STS-41-C    | Logo von STS-41-C | Robert Crippen, Francis Scobee, Terry Hart, James van Hoften, George Nelson                                                    |
| 6   | 5. Oktober 1984  | STS-41-G    | Logo von STS-41-G | Robert Crippen, Jon McBride, Kathryn D. Sullivan, Sally Ride, David Leestma, Marc Garneau, Paul Scully-Power                   |
| 7   | 29. April 1985   | STS-51-B    | Logo von STS-51-B | Robert F. Overmyer, Frederick D. Gregory, Don L. Lind, Norman Thagard, William E. Thornton, Lodewijk van den Berg, Taylor Wang |
| 8   | 29. Juli 1985    | STS-51-F    | Logo von STS-51-F | Gordon Fullerton, Roy D. Bridges, Story Musgrave, Anthony W. England, Karl Henize, Loren Acton, John-David Bartoe              |
| 9   | 30. Oktober 1985 | STS-61-A    | Logo von STS-61-A | Henry Hartsfield, Steven Nagel, James Buchli, Guion Bluford, Bonnie Dunbar, Reinhard Furrer, Ernst Messerschmid, Wubbo Ockels  |
| 10  | 28. Januar 1986  | STS-51-L    | Logo von STS-51-L | Francis Richard Scobee, Michael Smith, Judith Resnik, Ellison Onizuka, Ronald McNair, Gregory Jarvis, Christa McAuliffe        |

## Verbleib
Die nach der Explosion geborgenen Wrackteile der Challenger sind heute in einem ehemaligen Raketensilo im Startkomplex 31 der Cape Canaveral Space Force Station eingelagert.
1996 wurden zwei Teile der Challenger bei der Stadt Cocoa Beach in Florida an Land gespült. Im November 2022 fand eine Filmcrew auf der Suche nach Artefakten des Zweiten Weltkrieges ein etwa viereinhalb Meter langes Bruchstück des Shuttles im Atlantik, dessen Authentizität von der NASA bestätigt wurde. Dies war der erste Fund eines Wrackteils seit 1996.

## Medien
Der Challenger-Katastrophe wurden zahlreiche Fernseh-Dokumentationen und auch mehrere Spielfilme gewidmet.
Im Jahr 2013 wurde der Spielfilm The Challenger veröffentlicht, der die Untersuchung des Unfalls thematisiert.